# Египетский торговый корабль

Изображение корабля на советской открытке из серии «История Корабля»

Египетский торговый корабль — тип древнеегипетского судна.

## Общая информация
Постепенно люди научились не только управлять кораблями при помощи весел, но и ходить под парусом. В гробницах III династии были найдены изображения грузовых судов, приводимых в движение как веслами, так и парусом. На некоторых изображениях судов комплекса памятников Додинастического периода Египта Негады II (4 тыс. до н. э.) отчётливо виден парус. Египетские торговые корабли ходили в основном по Нилу.

## Устройство корабля
Размеры кораблей данного типа: 14-20 м в длину и 5 м в ширину. На двуногой съёмной мачте корабля крепился узкий прямоугольный парус. Шесть рулевых весел, в свою очередь, закреплялись на кормовом помосте. Гребные весла могли убираться и гребли ими без упора, как на современных каноэ.
Учитывая, что корпус корабля был набран из тщательно обработанных акациевых плашек и был непрочен, для более жесткой связи судостроители Древнего Египта протягивали вдоль корпуса канат на стойках. Весь корпус корабля также был плотно опоясан плетёным канатом. На данном типе судна имелась палуба.